# San Diego Padres 2023
La stagione 2022–2023 dei San Diego Padres è stata la 55ª stagione della franchigia nella Major League Baseball (MLB). I Padres hanno disputato le proprie partite casalinghe presso il Petco Park di San Diego facendo parte della National League West Division. In questa stagione, i Padres hanno ottenuto un record stagionale di 82 vittorie e 80 sconfitte.
Nella precedente stagione, i Padres erano riusciti a raggiungere le National League Championship Series 2022, e nella successiva offseason erano riusciti a firmare il free agent Xander Bogaerts con un contratto di 11 anni. Inoltre, era ormai imminente il ritorno in attività di Fernando Tatís Jr., giocatore dei Padres che sarebbe ritornato in campo dopo una lunga assenza per tutta la stagione 2022 dovuta ad un infortunio e poi ad una successiva squalifica di 80 giorni per utilizzo di una sostanza non consentita dalle regole MLB. Date queste premesse, i Padres erano attesi come una delle squadre protagoniste della stagione 2023, in grado di poter battere i veri e propri "padroni" della National League West Division, ovvero i Los Angeles Dodgers (vincitori della division in 9 delle precedenti 10 stagioni).
Tuttavia, i San Diego Padres non sono riusciti a rispettare le attese, rimanendo per tutta la stagione con un record attorno a .500; nonostante un ottimo mese di settembre, i Padres non sono riusciti a qualificarsi ai playoff.
La stagione 2023 è stata l'ultima stagione dei Padres sotto il diretto controllo del loro proprietario, Peter Seidler, deceduto il 14 novembre 2023 all'età di 63 anni.

## Risultati

### Spring Training
| Spring Training                                           | Spring Training                                           | Spring Training                                           | Spring Training                                           | Spring Training                                           | Spring Training                                           | Spring Training                                           | Spring Training                                           | Spring Training                                           |
| Record Spring Training: 15–14 (Casa: 7–8; Trasferta: 8–6) | Record Spring Training: 15–14 (Casa: 7–8; Trasferta: 8–6) | Record Spring Training: 15–14 (Casa: 7–8; Trasferta: 8–6) | Record Spring Training: 15–14 (Casa: 7–8; Trasferta: 8–6) | Record Spring Training: 15–14 (Casa: 7–8; Trasferta: 8–6) | Record Spring Training: 15–14 (Casa: 7–8; Trasferta: 8–6) | Record Spring Training: 15–14 (Casa: 7–8; Trasferta: 8–6) | Record Spring Training: 15–14 (Casa: 7–8; Trasferta: 8–6) | Record Spring Training: 15–14 (Casa: 7–8; Trasferta: 8–6) |
| Partita                                                   | Data                                                      | Avversario                                                | Punteggio                                                 | Vittoria                                                  | Sconfitta                                                 | Save                                                      | Stadio (spettatori)                                       | Record                                                    |
| --------------------------------------------------------- | --------------------------------------------------------- | --------------------------------------------------------- | --------------------------------------------------------- | --------------------------------------------------------- | --------------------------------------------------------- | --------------------------------------------------------- | --------------------------------------------------------- | --------------------------------------------------------- |
| 1                                                         | 24.2.2023                                                 | Mariners                                                  | S 2–3                                                     | Berroa (1–0)                                              | Weathers (0–1)                                            | O'Brien (1)                                               | Peoria Stadium (9887)                                     | 0–1                                                       |
| 2                                                         | 25.2.2023                                                 | @ White Sox                                               | V 6–2                                                     | Brooks (1–0)                                              | Graveman (0–1)                                            | —                                                         | Camelback Ranch (5288)                                    | 1–1                                                       |
| 3                                                         | 26.5.2023                                                 | D'Backs                                                   | V 18–6                                                    | Teherán (1–0)                                             | Henry (0–1)                                               | —                                                         | Peoria Stadium (6381)                                     | 2–1                                                       |
| 4                                                         | 27.2.2023                                                 | Dodgers                                                   | S 6–7                                                     | Kasowski (1–0)                                            | Sanchez (0–1)                                             | Dodson (1)                                                | Peoria Stadium (5365)                                     | 2–2                                                       |
| 5                                                         | 28.2.2023                                                 | @ Giants                                                  | V 7–5                                                     | Contreras (1–0)                                           | Miller (0–1)                                              | Sánchez (1)                                               | Scottsdale Stadium (6317)                                 | 3–2                                                       |
| 6                                                         | 1.3.2023                                                  | Rangers                                                   | V 5–1 (F/7)                                               | Martinez (1–0)                                            | Otto (0–1)                                                | —                                                         | Peoria Stadium (1974)                                     | 4–2                                                       |
| 7                                                         | 2.3.2023                                                  | @ Mariners                                                | S 4–5                                                     | Milone (1–0)                                              | Poppen (0–1)                                              | —                                                         | Peoria Stadium (4970)                                     | 4–3                                                       |
| 8                                                         | 4.3.2023 (P)                                              | Cubs                                                      | S 0–4                                                     | Assad (1–0)                                               | Crismatt (0–1)                                            | —                                                         | Peoria Stadium (7300)                                     | 4–4                                                       |
| 9                                                         | 4.3.2023 (S)                                              | D'Backs                                                   | V 5–4                                                     | Poppen (1–1)                                              | Nelson (0–1)                                              | Carlton (1)                                               | Salt River Fields at Talking Stick (12.023)               | 5–4                                                       |
| 9                                                         | 5.3.2023                                                  | Athletics                                                 | V 10–3                                                    | García (1–0)                                              | Martinez (0–1)                                            | —                                                         | Peoria Stadium (5793)                                     | 6–4                                                       |
| 10                                                        | 6.3.2023                                                  | @ Dodgers                                                 | S 3–8                                                     | Syndergaard (1–0)                                         | Martinez (1–1)                                            | —                                                         | Camelback Ranch (7645)                                    | 6–5                                                       |
| 11                                                        | 7.3.2023                                                  | Angels                                                    | S 4–5                                                     | Ledo (1–0)                                                | Morejón (0–1)                                             | Armstrong (1)                                             | Peoria Stadium (4466)                                     | 6–6                                                       |
| 12                                                        | 8.3.2023                                                  | Reds                                                      | S 9–10                                                    | Strickland (1–0)                                          | Lopez (0–1)                                               | Norris (1)                                                | Peoria Stadium (3568)                                     | 6–7                                                       |
| 13                                                        | 9.3.2023                                                  | @ Guardians                                               | V 6–4                                                     | Hader (1–0)                                               | Pilkington (1–1)                                          | Contreras (1)                                             | Goodyear Ballpark (4647)                                  | 7–7                                                       |
| 14                                                        | 10.3.2023                                                 | @ Royals                                                  | S 0–1                                                     | Castillo (2–0)                                            | Tapia (0–1)                                               | Kriske (1)                                                | Surprise Stadium (7466)                                   | 7–8                                                       |
| 15                                                        | 11.3.2023                                                 | White Sox                                                 | V 6–5                                                     | Hill (1–0)                                                | Diekman (0–1)                                             | Carlton (2)                                               | Peoria Stadium (9590)                                     | 8–8                                                       |
| 16                                                        | 12.3.2023                                                 | @ Athletics                                               | S 6–8                                                     | Wieland (1–0)                                             | Morejón (0–2)                                             | Medina (1)                                                | Hohokam Stadium (7340)                                    | 8–9                                                       |
| 17                                                        | 13.3.2023                                                 | Giants                                                    | S 9–11                                                    | Manaea (1–1)                                              | Honeywell (0–1)                                           | Rivera (1)                                                | Peoria Stadium (8302)                                     | 8–10                                                      |
| 18                                                        | 16.3.2023 (P)                                             | Guardians                                                 | canc.                                                     | —                                                         | —                                                         | —                                                         | —                                                         | 8–10                                                      |
| 19                                                        | 16.3.2023 (S)                                             | @ Rockies                                                 | V 7–1                                                     | Wolf (1–0)                                                | Gomber (1–1)                                              | —                                                         | Salt River Fields at Talking Stick (11.012)               | 9–10                                                      |
| 20                                                        | 17.3.2023 (P)                                             | Mariners                                                  | S 5–10                                                    | Flexen (2–0)                                              | Snell (0–1)                                               | —                                                         | Peoria Stadium (11.718)                                   | 9–11                                                      |
| 21                                                        | 17.3.2023 (S)                                             | Brewers                                                   | V 11–6                                                    | Lugo (1–0)                                                | Cousins (0–3)                                             | —                                                         | Peoria Stadium (9828)                                     | 10–11                                                     |
| 22                                                        | 18.3.2023                                                 | @ Cubs                                                    | S 2–5                                                     | Stout (1–0)                                               | Brooks (1–1)                                              | —                                                         | Sloan Park (15.720)                                       | 10–12                                                     |
| 23                                                        | 21.3.2023                                                 | Rockies                                                   | V 14–2                                                    | Espinoza (1–0)                                            | Lambert (1–1)                                             | —                                                         | Peoria Stadium (4848)                                     | 11–12                                                     |
| 24                                                        | 22.3.2023 (P)                                             | @ Reds                                                    | S 1–4                                                     | Ashcraft (3–1)                                            | Lugo (0–1)                                                | Farmer (2)                                                | Goodyear Ballpark (4025)                                  | 11–13                                                     |
| 25                                                        | 22.3.2023 (S)                                             | Royals                                                    | V 6–3                                                     | Weathers (0–1)                                            | Lynch (0–2)                                               | Lopez (1)                                                 | Peoria Stadium (4649)                                     | 12–13                                                     |
| 26                                                        | 22.3.2023 (S)                                             | @ Brewers                                                 | S 2–4                                                     | Milner (1–0)                                              | Groome (0–1)                                              | Middendorf (1)                                            | American Family Fields of Phoenix (4659)                  | 12–14                                                     |
| 27                                                        | 23.3.2023                                                 | @ Angels                                                  | V 3–0                                                     | Snell (1–1)                                               | Canning (1–1)                                             | Honeywell (1)                                             | Tempe Diablo Stadium (9620)                               | 13–14                                                     |
| 28                                                        | 24.3.2023                                                 | @ Rangers                                                 | V 5–3                                                     | Martinez (2–1)                                            | Hearn (0–1)                                               | Lugo (1)                                                  | Surprise Stadium (8626)                                   | 14–14                                                     |
| 29                                                        | 25.3.2023                                                 | Mariners                                                  | N 5–5                                                     | —                                                         | —                                                         | —                                                         | Peoria Stadium (11.909)                                   | 14–14                                                     |
| 30                                                        | 27.3.2023                                                 | @ Mariners                                                | V 4–2                                                     | Lugo (1–1)                                                | Gonzales (1–2)                                            | C.D. Pelham (1)                                           | Peoria Stadium (9.723)                                    | 15–14                                                     |

### Stagione regolare

#### Marzo/Aprile
| Stagione – Marzo/Aprile 2023                           | Stagione – Marzo/Aprile 2023                           | Stagione – Marzo/Aprile 2023                           | Stagione – Marzo/Aprile 2023                           | Stagione – Marzo/Aprile 2023                           | Stagione – Marzo/Aprile 2023                           | Stagione – Marzo/Aprile 2023                           | Stagione – Marzo/Aprile 2023                           | Stagione – Marzo/Aprile 2023                           |
| Record Marzo/Aprile: 15–14 (Casa: 7–8; Trasferta: 8–6) | Record Marzo/Aprile: 15–14 (Casa: 7–8; Trasferta: 8–6) | Record Marzo/Aprile: 15–14 (Casa: 7–8; Trasferta: 8–6) | Record Marzo/Aprile: 15–14 (Casa: 7–8; Trasferta: 8–6) | Record Marzo/Aprile: 15–14 (Casa: 7–8; Trasferta: 8–6) | Record Marzo/Aprile: 15–14 (Casa: 7–8; Trasferta: 8–6) | Record Marzo/Aprile: 15–14 (Casa: 7–8; Trasferta: 8–6) | Record Marzo/Aprile: 15–14 (Casa: 7–8; Trasferta: 8–6) | Record Marzo/Aprile: 15–14 (Casa: 7–8; Trasferta: 8–6) |
| Partita                                                | Data                                                   | Avversario                                             | Punteggio                                              | Vittoria                                               | Sconfitta                                              | Save                                                   | Stadio (spettatori)                                    | Record                                                 |
| ------------------------------------------------------ | ------------------------------------------------------ | ------------------------------------------------------ | ------------------------------------------------------ | ------------------------------------------------------ | ------------------------------------------------------ | ------------------------------------------------------ | ------------------------------------------------------ | ------------------------------------------------------ |
| 1                                                      | 30.3.2023                                              | Rockies                                                | S 2–7                                                  | Márquez (1–0)                                          | Snell (0–1)                                            | —                                                      | Petco Park (45.103)                                    | 0–1                                                    |
| 2                                                      | 31.3.2023                                              | Rockies                                                | S 1–4                                                  | Freeland (1–0)                                         | Martinez (0–1)                                         | Johnson (1)                                            | Petco Park (43.177)                                    | 0–2                                                    |
| 3                                                      | 1.4.2023                                               | Rockies                                                | V 8–4                                                  | Wacha (1–0)                                            | Ureña (0–1)                                            | —                                                      | Petco Park (42.663)                                    | 1–2                                                    |
| 4                                                      | 2.4.2023                                               | Rockies                                                | V 3–1                                                  | Lugo (1–0)                                             | Gomber (0–1)                                           | Hader (1)                                              | Petco Park (43.972)                                    | 2–2                                                    |
| 5                                                      | 3.4.2023                                               | D'Backs                                                | V 5–4                                                  | Hill (1–0)                                             | McGough (0–1)                                          | —                                                      | Petco Park (37.602)                                    | 3–2                                                    |
| 6                                                      | 4.4.2023                                               | D'Backs                                                | S 6–8                                                  | Ginkel (1–0)                                           | García (0–1)                                           | Jameson (1)                                            | Petco Park (34.542)                                    | 3–3                                                    |
| 7                                                      | 6.4.2023                                               | @ Braves                                               | S 6–7                                                  | Minter (1–0)                                           | Crismatt (0–1)                                         | —                                                      | Truist Park (42.803)                                   | 3–4                                                    |
| 8                                                      | 7.4.2023                                               | @ Braves                                               | V 5–4                                                  | Honeywell (1–0)                                        | Tonkin (0–1)                                           | Hader (2)                                              | Truist Park (41.963)                                   | 4–4                                                    |
| 9                                                      | 8.4.2023                                               | @ Braves                                               | V 4–1                                                  | Wacha (2–0)                                            | Morton (1–1)                                           | Hader (3)                                              | Truist Park (40.154)                                   | 5–4                                                    |
| 10                                                     | 9.4.2023                                               | @ Braves                                               | V 10–2                                                 | Lugo (2–0)                                             | Dodd (1–1)                                             | —                                                      | Truist Park (40.138)                                   | 6–4                                                    |
| 11                                                     | 10.4.2023                                              | @ Mets                                                 | S 0–5                                                  | Scherzer (2–1)                                         | Darvish (0–1)                                          | —                                                      | Citi Field (30.244)                                    | 6–5                                                    |
| 12                                                     | 11.4.2023                                              | @ Mets                                                 | V 4–2                                                  | Weathers (1–0)                                         | Peterson (0–2)                                         | Hader (4)                                              | Citi Field (30.769)                                    | 7–5                                                    |
| 13                                                     | 12.4.2023                                              | @ Mets                                                 | S 2–5                                                  | Megill (3–0)                                           | Snell (0–2)                                            | Ottavino (1)                                           | Citi Field (34.876)                                    | 7–6                                                    |
| 14                                                     | 13.4.2023                                              | Brewers                                                | S 3–4 (F/10)                                           | Williams (2–0)                                         | García (0–2)                                           | Payamps (1)                                            | Petco Park (43.296)                                    | 7–7                                                    |
| 15                                                     | 14.4.2023                                              | Brewers                                                | S 2–11                                                 | Lauer (2–1)                                            | Wacha (2–1)                                            | Wilson (2)                                             | Petco Park (43.822)                                    | 7–8                                                    |
| 16                                                     | 15.4.2023                                              | Brewers                                                | V 10–3                                                 | Wilson (1–0)                                           | Peralta (2–1)                                          | —                                                      | Petco Park (42.284)                                    | 8–8                                                    |
| 17                                                     | 16.4.2023                                              | Brewers                                                | S 0–1                                                  | Miley (2–1)                                            | Darvish (0–2)                                          | Williams (2)                                           | Petco Park (43.875)                                    | 8–9                                                    |
| 18                                                     | 17.4.2023                                              | Braves                                                 | S 0–2                                                  | Fried (1–0)                                            | Weathers (1–1)                                         | Minter (4)                                             | Petco Park (31.846)                                    | 8–10                                                   |
| 19                                                     | 18.4.2023                                              | Braves                                                 | S 1–8                                                  | Strider (2–0)                                          | Snell (0–3)                                            | —                                                      | Petco Park (42.693)                                    | 8–11                                                   |
| 20                                                     | 19.4.2023                                              | Braves                                                 | V 1–0                                                  | Martinez (1–1)                                         | Morton (2–2)                                           | Hader (5)                                              | Petco Park (29.581)                                    | 9–11                                                   |
| 21                                                     | 20.4.2023                                              | @ D'Backs                                              | V 7–5                                                  | Honeywell (2–0)                                        | Nelson (3–1)                                           | Hader (6)                                              | Chase Field (16.734)                                   | 10–11                                                  |
| 22                                                     | 21.4.2023                                              | @ D'Backs                                              | S 0–9                                                  | Gallen (3–1)                                           | Lugo (2–1)                                             | —                                                      | Chase Field (21.308)                                   | 10–12                                                  |
| 23                                                     | 22.4.2023                                              | @ D'Backs                                              | V 5–3                                                  | Musgrove (1–0)                                         | Kelly (1–3)                                            | Hader (7)                                              | Chase Field (28.419)                                   | 11–12                                                  |
| 24                                                     | 23.4.2023                                              | @ D'Backs                                              | V 7–5                                                  | Darvish (1–2)                                          | Jameson (2–1)                                          | Hader (8)                                              | Chase Field (23.655)                                   | 12–12                                                  |
| 25                                                     | 25.4.2023                                              | @ Cubs                                                 | S 0–6                                                  | Steele (4–0)                                           | Snell (0–4)                                            | —                                                      | Wrigley Field (27.956)                                 | 12–13                                                  |
| 26                                                     | 26.4.2023                                              | @ Cubs                                                 | V 5–3                                                  | Martinez (2–1)                                         | Hughes (0–1)                                           | Hader (9)                                              | Wrigley Field (28.955)                                 | 13–13                                                  |
| 27                                                     | 27.4.2023                                              | @ Cubs                                                 | S 2–5                                                  | Wesneski (2–1)                                         | Lugo (2–2)                                             | Boxberger (2)                                          | Wrigley Field (26.588)                                 | 13–14                                                  |
| 28                                                     | 29.4.2023                                              | Giants                                                 | V 16–11                                                | Cosgrove (1–0)                                         | Rogers (0–1)                                           | —                                                      | Estadio Alfredo Harp Helú (19.611)                     | 14–14                                                  |
| 29                                                     | 30.4.2023                                              | Giants                                                 | V 6–4                                                  | García (1–2)                                           | Rogers (0–2)                                           | Hader (10)                                             | Estadio Alfredo Harp Helú (19.633)                     | 15–14                                                  |

#### Maggio
| Stagione – Maggio 2023                           | Stagione – Maggio 2023                           | Stagione – Maggio 2023                           | Stagione – Maggio 2023                           | Stagione – Maggio 2023                           | Stagione – Maggio 2023                           | Stagione – Maggio 2023                           | Stagione – Maggio 2023                           | Stagione – Maggio 2023                           |
| Record Maggio: 10–16 (Casa: 5–7; Trasferta: 5–9) | Record Maggio: 10–16 (Casa: 5–7; Trasferta: 5–9) | Record Maggio: 10–16 (Casa: 5–7; Trasferta: 5–9) | Record Maggio: 10–16 (Casa: 5–7; Trasferta: 5–9) | Record Maggio: 10–16 (Casa: 5–7; Trasferta: 5–9) | Record Maggio: 10–16 (Casa: 5–7; Trasferta: 5–9) | Record Maggio: 10–16 (Casa: 5–7; Trasferta: 5–9) | Record Maggio: 10–16 (Casa: 5–7; Trasferta: 5–9) | Record Maggio: 10–16 (Casa: 5–7; Trasferta: 5–9) |
| Partita                                          | Data                                             | Avversario                                       | Punteggio                                        | Vittoria                                         | Sconfitta                                        | Save                                             | Stadio (spettatori)                              | Record                                           |
| ------------------------------------------------ | ------------------------------------------------ | ------------------------------------------------ | ------------------------------------------------ | ------------------------------------------------ | ------------------------------------------------ | ------------------------------------------------ | ------------------------------------------------ | ------------------------------------------------ |
| 30                                               | 1.5.2023                                         | Reds                                             | V 8–3                                            | Snell (1–4)                                      | Weaver (0–2)                                     | Tapia (1)                                        | Petco Park (37.491)                              | 16–14                                            |
| 31                                               | 2.5.2023                                         | Reds                                             | S 1–2 (F/10)                                     | Law (1–4)                                        | García (1–3)                                     | Díaz (5)                                         | Petco Park (43.127)                              | 16–15                                            |
| 32                                               | 3.5.2023                                         | Reds                                             | V 7–1                                            | Lugo (3–2)                                       | Cessa (1–4)                                      | —                                                | Petco Park (30.531)                              | 17–15                                            |
| 33                                               | 5.5.2023                                         | Dodgers                                          | V 5–2                                            | Darvish (2–2)                                    | Kershaw (5–2)                                    | Hader (11)                                       | Petco Park (45.116)                              | 18–15                                            |
| 34                                               | 6.5.2023                                         | Dodgers                                          | S 1–2                                            | May (3–1)                                        | Snell (1–5)                                      | Phillips (4)                                     | Petco Park (42.402)                              | 18–16                                            |
| 35                                               | 7.5.2023                                         | Dodgers                                          | S 2–5 (F/10)                                     | Ferguson (2–0)                                   | Honeywell (2–1)                                  | Phillips (5)                                     | Petco Park (43.994)                              | 18–17                                            |
| 36                                               | 9.5.2023                                         | @ Twins                                          | V 6–1                                            | Wacha (3–1)                                      | Jax (1–4)                                        | —                                                | Target Field (16.882)                            | 19–17                                            |
| 37                                               | 10.5.2023                                        | @ Twins                                          | S 3–4 (F/11)                                     | Jax (2–4)                                        | Tapia (0–1)                                      | —                                                | Target Field (18.467)                            | 19–18                                            |
| 38                                               | 11.5.2023                                        | @ Twins                                          | S 3–5                                            | Pagán (3–0)                                      | Honeywell (2–2)                                  | López (3)                                        | Target Field (23.365)                            | 19–19                                            |
| 39                                               | 12.5.2023                                        | @ Dodgers                                        | S 2–4                                            | Ferguson (3–0)                                   | Hill (1–1)                                       | Phillips (7)                                     | Dodger Stadium (49.399)                          | 19–20                                            |
| 40                                               | 13.5.2023                                        | @ Dodgers                                        | S 2–4                                            | Urías (5–3)                                      | Musgrove (1–1)                                   | Ferguson (1)                                     | Dodger Stadium (51.334)                          | 19–21                                            |
| 41                                               | 14.5.2023                                        | @ Dodgers                                        | S 0–4                                            | Gonsolin (1–1)                                   | Weathers (1–2)                                   | —                                                | Dodger Stadium (46.201)                          | 19–22                                            |
| 42                                               | 15.5.2023                                        | Royals                                           | V 4–0                                            | Wacha (4–1)                                      | Keller (3–4)                                     | —                                                | Petco Park (43.828)                              | 20–22                                            |
| 43                                               | 16.5.2023                                        | Royals                                           | S 4–5                                            | Singer (3–4)                                     | Lugo (3–3)                                       | Barlow (5)                                       | Petco Park (36.060)                              | 20–23                                            |
| 44                                               | 17.5.2023                                        | Royals                                           | S 3–4                                            | Taylor (1–1)                                     | Darvish (2–3)                                    | Barlow (6)                                       | Petco Park (32.416)                              | 20–24                                            |
| 45                                               | 19.5.2023                                        | Red Sox                                          | S 1–6                                            | Paxton (1–0)                                     | Snell (1–6)                                      | Winckowski (2)                                   | Petco Park (41.530)                              | 20–25                                            |
| 46                                               | 20.5.2023                                        | Red Sox                                          | S 2–4                                            | Sale (4–2)                                       | Musgrove (1–2)                                   | Jansen (10)                                      | Petco Park (40.215)                              | 20–26                                            |
| 47                                               | 21.5.2023                                        | Red Sox                                          | V 7–0                                            | Wacha (5–1)                                      | Kluber (2–6)                                     | —                                                | Petco Park (42.825)                              | 21–26                                            |
| 48                                               | 23.5.2023                                        | @ Nationals                                      | V 7–4                                            | Darvish (3–3)                                    | Ramírez (2–2)                                    | Hader (12)                                       | Nationals Park (21.438)                          | 22–26                                            |
| 49                                               | 24.5.2023                                        | @ Nationals                                      | S 3–5                                            | Williams (2–2)                                   | Weathers (1–3)                                   | Finnegan (10)                                    | Nationals Park (20.388)                          | 22–27                                            |
| 50                                               | 25.5.2023                                        | @ Nationals                                      | V 8–6                                            | Carlton (1–0)                                    | Harvey (2–2)                                     | Hader (13)                                       | Nationals Park (17.524)                          | 23–27                                            |
| 51                                               | 26.5.2023                                        | @ Yankees                                        | V 5–1                                            | Musgrove (2–2)                                   | Vásquez (0–1)                                    | —                                                | Yankee Stadium (46.724)                          | 24–27                                            |
| 52                                               | 27.5.2023                                        | @ Yankees                                        | S 2–3                                            | Holmes (3–2)                                     | Martinez (2–2)                                   | —                                                | Yankee Stadium (46.963)                          | 24–28                                            |
| 53                                               | 28.5.2023                                        | @ Yankees                                        | S 7–10                                           | Cole (6–0)                                       | Darvish (3–4)                                    | —                                                | Yankee Stadium (47.295)                          | 24–29                                            |
| 54                                               | 30.5.2023                                        | @ Marlins                                        | V 9–4                                            | Martinez (3–2)                                   | Floro (3–3)                                      | —                                                | LoanDepot Park(11.930)                           | 25–29                                            |
| 55                                               | 31.5.2023                                        | @ Marlins                                        | S 1–2                                            | Okert (2–0)                                      | Hader (0–1)                                      | —                                                | LoanDepot Park(11.773)                           | 25–30                                            |

#### Giugno
| Stagione – Giugno 2023                           | Stagione – Giugno 2023                           | Stagione – Giugno 2023                           | Stagione – Giugno 2023                           | Stagione – Giugno 2023                           | Stagione – Giugno 2023                           | Stagione – Giugno 2023                           | Stagione – Giugno 2023                           | Stagione – Giugno 2023                           |
| Record Giugno: 12–15 (Casa: 8–7; Trasferta: 4–8) | Record Giugno: 12–15 (Casa: 8–7; Trasferta: 4–8) | Record Giugno: 12–15 (Casa: 8–7; Trasferta: 4–8) | Record Giugno: 12–15 (Casa: 8–7; Trasferta: 4–8) | Record Giugno: 12–15 (Casa: 8–7; Trasferta: 4–8) | Record Giugno: 12–15 (Casa: 8–7; Trasferta: 4–8) | Record Giugno: 12–15 (Casa: 8–7; Trasferta: 4–8) | Record Giugno: 12–15 (Casa: 8–7; Trasferta: 4–8) | Record Giugno: 12–15 (Casa: 8–7; Trasferta: 4–8) |
| Partita                                          | Data                                             | Avversario                                       | Punteggio                                        | Vittoria                                         | Sconfitta                                        | Save                                             | Stadio (spettatori)                              | Record                                           |
| ------------------------------------------------ | ------------------------------------------------ | ------------------------------------------------ | ------------------------------------------------ | ------------------------------------------------ | ------------------------------------------------ | ------------------------------------------------ | ------------------------------------------------ | ------------------------------------------------ |
| 56                                               | 1.6.2023                                         | @ Marlins                                        | V 10–1                                           | Musgrove (3–2)                                   | Luzardo (4–4)                                    | —                                                | LoanDepot Park (8405)                            | 26–30                                            |
| 57                                               | 2.6.2023                                         | Cubs                                             | S 1–2                                            | Taillon (1–3)                                    | Wacha (5–2)                                      | Leiter Jr. (3)                                   | Petco Park (43.593)                              | 26–31                                            |
| 58                                               | 3.6.2023                                         | Cubs                                             | V 6–0                                            | Darvish (4–4)                                    | Smyly (5–3)                                      | —                                                | Petco Park (42.655)                              | 27–31                                            |
| 59                                               | 4.6.2023                                         | Cubs                                             | S 1–7                                            | Stroman (6–4)                                    | Weathers (1–4)                                   | —                                                | Petco Park (44.811)                              | 27–32                                            |
| 60                                               | 5.6.2023                                         | Cubs                                             | V 5–0                                            | Snell (2–6)                                      | Hendricks (0–2)                                  | —                                                | Petco Park (43.629)                              | 28–32                                            |
| 61                                               | 6.6.2023                                         | Mariners                                         | S 1–4                                            | Gilbert (4–3)                                    | Honeywell (2–3)                                  | Sewald (12)                                      | Petco Park (40.395)                              | 28–33                                            |
| 62                                               | 7.6.2023                                         | Mariners                                         | V 10–3                                           | Wacha (6–2)                                      | Kirby (5–5)                                      | —                                                | Petco Park (35.490)                              | 29–33                                            |
| 63                                               | 9.6.2023                                         | @ Rockies                                        | V 9–6                                            | Darvish (5–4)                                    | Gomber (4–5)                                     | Hader (14)                                       | Coors Field (32.551)                             | 30–33                                            |
| 64                                               | 10.6.2023                                        | @ Rockies                                        | V 3–2                                            | Carlton (2–0)                                    | Bird (1–1)                                       | Hader (15)                                       | Coors Field (37.234)                             | 31–33                                            |
| 65                                               | 11.6.2023                                        | @ Rockies                                        | S 4–5                                            | Lawrence (3–3)                                   | Honeywell (2–4)                                  | —                                                | Coors Field (34.724)                             | 31–34                                            |
| 66                                               | 13.6.2023                                        | Guardians                                        | V 6–3                                            | Musgrove (4–2)                                   | Bibee (2–2)                                      | Hader (16)                                       | Petco Park (40.197)                              | 32–34                                            |
| 67                                               | 14.6.2023                                        | Guardians                                        | V 5–0                                            | Wacha (7–2)                                      | Civale (2–2)                                     | —                                                | Petco Park (43.660)                              | 33–34                                            |
| 68                                               | 15.6.2023                                        | Guardians                                        | S 6–8                                            | Stephan (3–2)                                    | Weathers (1–5)                                   | Clase (21)                                       | Petco Park (41.864)                              | 33–35                                            |
| 69                                               | 16.6.2023                                        | Rays                                             | S 2–6                                            | McClanahan (11–1)                                | Darvish (5–5)                                    | Fairbanks (7)                                    | Petco Park (42.367)                              | 33–36                                            |
| 70                                               | 17.6.2023                                        | Rays                                             | V 2–0                                            | Snell (3–6)                                      | Eflin (8–3)                                      | Hader (17)                                       | Petco Park (43.180)                              | 34–36                                            |
| 71                                               | 18.6.2023                                        | Rays                                             | V 5–4                                            | Musgrove (5–2)                                   | Chirinos (3–2)                                   | Hader (18)                                       | Petco Park (44.404)                              | 35–36                                            |
| 72                                               | 19.6.2023                                        | @ Giants                                         | S 4–7                                            | Doval (2–2)                                      | Kerr (0–1)                                       | —                                                | Oracle Park (35.376)                             | 35–37                                            |
| 73                                               | 20.6.2023                                        | @ Giants                                         | S 3–4                                            | Rogers (2–4)                                     | Martinez (3–3)                                   | —                                                | Oracle Park (32.060)                             | 35–38                                            |
| 74                                               | 21.6.2023                                        | @ Giants                                         | S 2–4                                            | Hjelle (2–1)                                     | Darvish (5–6)                                    | Doval (20)                                       | Oracle Park (33.332)                             | 35–39                                            |
| 75                                               | 22.6.2023                                        | @ Giants                                         | V 10–0                                           | Snell (4–6)                                      | Wood (2–2)                                       | —                                                | Oracle Park (28.638)                             | 36–39                                            |
| 76                                               | 23.6.2023                                        | Nationals                                        | V 13–3                                           | Musgrove (6–2)                                   | Corbin (4–9)                                     | —                                                | Petco Park (42.510)                              | 37–39                                            |
| 77                                               | 24.6.2023                                        | Nationals                                        | S 0–2                                            | Gray (5–6)                                       | Waldron (0–1)                                    | Harvey (5)                                       | Petco Park (43.364)                              | 37–40                                            |
| 78                                               | 25.6.2023                                        | Nationals                                        | S 3–8                                            | Gore (4–6)                                       | Lugo (3–4)                                       | —                                                | Petco Park (41.503)                              | 37–41                                            |
| 79                                               | 27.6.2023                                        | @ Pirates                                        | S 4–9                                            | Hill (7–7)                                       | Knehr (0–1)                                      | Contreras (1)                                    | PNC Park (16.539)                                | 37–42                                            |
| 80                                               | 28.6.2023                                        | @ Pirates                                        | S 1–7                                            | Keller (9–3)                                     | Snell (4–7)                                      | —                                                | PNC Park (14.604)                                | 37–43                                            |
| 81                                               | 29.6.2023                                        | @ Pirates                                        | S 4–5                                            | Moreta (4–2)                                     | Hill (1–2)                                       | Bednar (16)                                      | PNC Park (16.871)                                | 37–44                                            |
| 82                                               | 30.6.2023                                        | @ Reds                                           | S 5–7 (F/11)                                     | Duarte (1–0)                                     | Carlton (2–1)                                    | —                                                | Great American Ball Park (31.772)                | 37–45                                            |

#### Luglio
| Stagione – Luglio 2023                           | Stagione – Luglio 2023                           | Stagione – Luglio 2023                           | Stagione – Luglio 2023                           | Stagione – Luglio 2023                           | Stagione – Luglio 2023                           | Stagione – Luglio 2023                           | Stagione – Luglio 2023                           | Stagione – Luglio 2023                           |
| Record Luglio: 15–10 (Casa: 9–3; Trasferta: 6–7) | Record Luglio: 15–10 (Casa: 9–3; Trasferta: 6–7) | Record Luglio: 15–10 (Casa: 9–3; Trasferta: 6–7) | Record Luglio: 15–10 (Casa: 9–3; Trasferta: 6–7) | Record Luglio: 15–10 (Casa: 9–3; Trasferta: 6–7) | Record Luglio: 15–10 (Casa: 9–3; Trasferta: 6–7) | Record Luglio: 15–10 (Casa: 9–3; Trasferta: 6–7) | Record Luglio: 15–10 (Casa: 9–3; Trasferta: 6–7) | Record Luglio: 15–10 (Casa: 9–3; Trasferta: 6–7) |
| Partita                                          | Data                                             | Avversario                                       | Punteggio                                        | Vittoria                                         | Sconfitta                                        | Save                                             | Stadio (spettatori)                              | Record                                           |
| ------------------------------------------------ | ------------------------------------------------ | ------------------------------------------------ | ------------------------------------------------ | ------------------------------------------------ | ------------------------------------------------ | ------------------------------------------------ | ------------------------------------------------ | ------------------------------------------------ |
| 83                                               | 1.7.2023                                         | @ Reds                                           | V 12–5                                           | Wacha (8–2)                                      | Williamson (1–2)                                 | —                                                | Great American Ball Park (30.895)                | 38–45                                            |
| 84                                               | 2.7.2023                                         | @ Reds                                           | S 3–4                                            | Sims (2–1)                                       | Cosgrove (1–1)                                   | Díaz (23)                                        | Great American Ball Park (37.714)                | 38–46                                            |
| 85                                               | 3.7.2023                                         | Angels                                           | V 10–3                                           | Snell (5–7)                                      | Barría (2–4)                                     | —                                                | Petco Park (45.101)                              | 39–46                                            |
| 86                                               | 4.7.2023                                         | Angels                                           | V 8–5                                            | Musgrove (7–2)                                   | Ōtani (7–4)                                      | Hader (19)                                       | Petco Park (44.725)                              | 40–46                                            |
| 87                                               | 5.7.2023                                         | Angels                                           | V 5–3                                            | Martinez (4–3)                                   | Webb (1–1)                                       | Hader (20)                                       | Petco Park (43.401)                              | 41–46                                            |
| 88                                               | 7.7.2023                                         | Mets                                             | S 5–7 (F/10)                                     | Smith (4–3)                                      | Cosgrove (1–2)                                   | —                                                | Petco Park (42.712)                              | 41–47                                            |
| 89                                               | 8.7.2023                                         | Mets                                             | V 3–1                                            | Snell (6–7)                                      | Peterson (2–7)                                   | Hader (21)                                       | Petco Park (42.647)                              | 42–47                                            |
| 90                                               | 9.7.2023                                         | Mets                                             | V 6–2                                            | Musgrove (8–2)                                   | Scherzer (8–3)                                   | —                                                | Petco Park (42.745)                              | 43–47                                            |
| All Star Game Break                              |                                                  |                                                  |                                                  |                                                  |                                                  |                                                  |                                                  |                                                  |
| 91                                               | 14.7.2023                                        | @ Phillies                                       | V 8–3                                            | Darvish (6–6)                                    | Sánchez (0–3)                                    | Hader (22)                                       | Citizens Bank Park (44.028)                      | 44–47                                            |
| 92                                               | 15.7.2023 (1)                                    | @ Phillies                                       | S 4–6                                            | Strahm (6–3)                                     | Hill (1–3)                                       | Kimbrel (15)                                     | Citizens Bank Park (43.712)                      | 44–48                                            |
| 93                                               | 15.7.2023 (2)                                    | @ Phillies                                       | S 4–9                                            | Walker (11–3)                                    | Weathers (1–6)                                   | —                                                | Citizens Bank Park (33.132)                      | 44–49                                            |
| 94                                               | 16.7.2023                                        | @ Phillies                                       | S 6–7 (F/12)                                     | Hoffman (3–1)                                    | Hill (1–4)                                       | —                                                | Citizens Bank Park (37.204)                      | 44–50                                            |
| 95                                               | 18.7.2023                                        | @ Blue Jays                                      | V 9–1                                            | Musgrove (9–2)                                   | Manoah (2–8)                                     | —                                                | Rogers Centre (42.680)                           | 45–50                                            |
| 96                                               | 19.7.2023                                        | @ Blue Jays                                      | V 2–0                                            | Darvish (7–6)                                    | Berríos (8–7)                                    | Hader (23)                                       | Rogers Centre (42.948)                           | 46–50                                            |
| 97                                               | 20.7.2023                                        | @ Blue Jays                                      | S 0–4                                            | Bassitt (10–5)                                   | Snell (6–8)                                      | —                                                | Rogers Centre (43.196)                           | 46–51                                            |
| 98                                               | 21.7.2023                                        | @ Tigers                                         | V 5–4                                            | Lugo (4–4)                                       | Olson (1–4)                                      | Hader (24)                                       | Comerica Park (28.834)                           | 47–51                                            |
| 99                                               | 22.7.2023                                        | @ Tigers                                         | V 14–3                                           | Wolf (1–0)                                       | Englert (4–3)                                    | —                                                | Comerica Park (31.974)                           | 48–51                                            |
| 100                                              | 23.7.2023                                        | @ Tigers                                         | S 1–3                                            | Faedo (2–4)                                      | Musgrove (9–3)                                   | Lange (17)                                       | Comerica Park (24.523)                           | 48–52                                            |
| 101                                              | 24.7.2023                                        | Pirates                                          | S 4–8                                            | Priester (1–1)                                   | Darvish (7–7)                                    | —                                                | Petco Park (43.419)                              | 48–53                                            |
| 102                                              | 25.7.2023                                        | Pirates                                          | V 5–1                                            | Snell (7–8)                                      | Hill (7–10)                                      | —                                                | Petco Park (43.448)                              | 49–53                                            |
| 103                                              | 26.7.2023                                        | Pirates                                          | S 2–3                                            | Oviedo (4–11)                                    | Lugo (4–5)                                       | Bednar (20)                                      | Petco Park (41.394)                              | 49–54                                            |
| 104                                              | 28.7.2023                                        | Rangers                                          | V 7–1                                            | Musgrove (10–3)                                  | Dunning (8–4)                                    | —                                                | Petco Park (44.241)                              | 50–54                                            |
| 105                                              | 29.7.2023                                        | Rangers                                          | V 4–0                                            | Darvish (8–7)                                    | Pérez (8–4)                                      | —                                                | Petco Park (42.677)                              | 51–54                                            |
| 106                                              | 30.7.2023                                        | Rangers                                          | V 5–3                                            | Snell (8–8)                                      | Leclerc (0–2)                                    | Hader (25)                                       | Petco Park (42.943)                              | 52–54                                            |
| 107                                              | 31.7.2023                                        | @ Rockies                                        | S 3–4 (F/10)                                     | Hand (3–1)                                       | Martinez (4–4)                                   | —                                                | Coors Field (25.582)                             | 52–55                                            |

#### Agosto
| Stagione – Agosto 2023                           | Stagione – Agosto 2023                           | Stagione – Agosto 2023                           | Stagione – Agosto 2023                           | Stagione – Agosto 2023                           | Stagione – Agosto 2023                           | Stagione – Agosto 2023                           | Stagione – Agosto 2023                           | Stagione – Agosto 2023                           |
| Record Agosto: 10–18 (Casa: 6–9; Trasferta: 4–9) | Record Agosto: 10–18 (Casa: 6–9; Trasferta: 4–9) | Record Agosto: 10–18 (Casa: 6–9; Trasferta: 4–9) | Record Agosto: 10–18 (Casa: 6–9; Trasferta: 4–9) | Record Agosto: 10–18 (Casa: 6–9; Trasferta: 4–9) | Record Agosto: 10–18 (Casa: 6–9; Trasferta: 4–9) | Record Agosto: 10–18 (Casa: 6–9; Trasferta: 4–9) | Record Agosto: 10–18 (Casa: 6–9; Trasferta: 4–9) | Record Agosto: 10–18 (Casa: 6–9; Trasferta: 4–9) |
| Partita                                          | Data                                             | Avversario                                       | Punteggio                                        | Vittoria                                         | Sconfitta                                        | Save                                             | Stadio (spettatori)                              | Record                                           |
| ------------------------------------------------ | ------------------------------------------------ | ------------------------------------------------ | ------------------------------------------------ | ------------------------------------------------ | ------------------------------------------------ | ------------------------------------------------ | ------------------------------------------------ | ------------------------------------------------ |
| 108                                              | 1.8.2023                                         | @ Rockies                                        | V 8–5                                            | Suárez (1–0)                                     | Lambert (2–2)                                    | Hader (26)                                       | Coors Field (27.417)                             | 53–55                                            |
| 109                                              | 2.8.2023                                         | @ Rockies                                        | V 11–1                                           | Kerr (1–1)                                       | Freeland (4–12)                                  | —                                                | Coors Field (28.437)                             | 54–55                                            |
| 110                                              | 4.8.2023                                         | Dodgers                                          | S 5–10                                           | Brasier (3–0)                                    | Suárez (1–1)                                     | Phillips (14)                                    | Petco Park (42.930)                              | 54–56                                            |
| 111                                              | 5.8.2023                                         | Dodgers                                          | V 8–3                                            | Martinez (5–4)                                   | Almonte (3–2)                                    | —                                                | Petco Park (42.567)                              | 55–56                                            |
| 112                                              | 6.8.2023                                         | Dodgers                                          | S 2–8                                            | Lynn (8–9)                                       | R. Hill (7–11)                                   | —                                                | Petco Park (43.306)                              | 55–57                                            |
| 113                                              | 7.8.2023                                         | Dodgers                                          | S 7–13                                           | Gonsolin (7–4)                                   | Lugo (4–6)                                       | —                                                | Petco Park (44.455)                              | 55–58                                            |
| 114                                              | 8.8.2023                                         | @ Mariners                                       | S 0–2                                            | Gilbert (10–5)                                   | Barlow (2–5)                                     | Muñoz (6)                                        | T-Mobile Park (40.231)                           | 55–59                                            |
| 115                                              | 9.8.2023                                         | @ Mariners                                       | S 1–6                                            | Brash (8–3)                                      | Wilson (1–1)                                     | —                                                | T-Mobile Park (39.546)                           | 55–60                                            |
| 116                                              | 11.8.2023                                        | @ D'backs                                        | V 10–5                                           | Snell (9–8)                                      | Nelson (6–7)                                     | —                                                | Chase Field (26.210)                             | 56–60                                            |
| 117                                              | 12.8.2023                                        | @ D'backs                                        | S 0–3                                            | Gallen (12–5)                                    | R. Hill (7–12)                                   | Sewald (22)                                      | Chase Field (41.351)                             | 56–61                                            |
| 118                                              | 13.8.2023                                        | @ D'backs                                        | S 4–5                                            | Nelson (6–3)                                     | Suárez (1–2)                                     | Sewald (23)                                      | Chase Field (29.277)                             | 56–62                                            |
| 119                                              | 14.8.2023                                        | Orioles                                          | S 1–4                                            | Rodriguez (3–3)                                  | Darvish (8–8)                                    | Bautista (32)                                    | Petco Park (38.176)                              | 56–63                                            |
| 120                                              | 15.8.2023                                        | Orioles                                          | V 10–3                                           | Wacha (9–2)                                      | Flaherty (8–8)                                   | —                                                | Petco Park (35.604)                              | 57–63                                            |
| 121                                              | 16.8.2023                                        | Orioles                                          | V 5–2                                            | Snell (10–8)                                     | Kremer (11–5)                                    | Hader (27)                                       | Petco Park (42.318)                              | 58–63                                            |
| 122                                              | 17.8.2023                                        | D'backs                                          | S 1–3                                            | Gallen (13–5)                                    | R. Hill (7–13)                                   | Martínez (1)                                     | Petco Park (38.020)                              | 58–64                                            |
| 123                                              | 18.8.2023                                        | D'backs                                          | V 4–0                                            | Suárez (2–2)                                     | Castro (5–6)                                     | —                                                | Petco Park (40.945)                              | 59–64                                            |
| 124                                              | 19.8.2023                                        | D'backs                                          | S 4–6                                            | Kelly (10–5)                                     | Waldron (0–2)                                    | Sewald (26)                                      | Petco Park (34.220)                              | 59–65                                            |
| 125                                              | 19.8.2023                                        | D'backs                                          | S 1–8                                            | Jarvis (1–0)                                     | Darvish (8–9)                                    | —                                                | Petco Park (41.074)                              | 59–66                                            |
| 126                                              | 21.8.2023                                        | Marlins                                          | V 6–2                                            | Wacha (10–2)                                     | Weathers (1–8)                                   | —                                                | Petco Park (32.192)                              | 60–66                                            |
| 127                                              | 22.8.2023                                        | Marlins                                          | S 0–3                                            | Luzardo (9–8)                                    | Snell (10–9)                                     | Robertson (18)                                   | Petco Park (43.430)                              | 60–67                                            |
| 128                                              | 23.8.2023                                        | Marlins                                          | V 4–0                                            | Lugo (5–6)                                       | Alcántara (6–11)                                 | —                                                | Petco Park (33.640)                              | 61–67                                            |
| 129                                              | 25.8.2023                                        | @ Brewers                                        | S 3–7                                            | Woodruff (3–1)                                   | Darvish (8–10)                                   | —                                                | American Family Field (33.089)                   | 61–68                                            |
| 130                                              | 26.8.2023                                        | @ Brewers                                        | S 4–5                                            | Peralta (11–8)                                   | Ávila (0–1)                                      | Williams (31)                                    | American Family Field (39.945)                   | 61–69                                            |
| 131                                              | 27.8.2023                                        | @ Brewers                                        | S 6–10                                           | Wilson (6–0)                                     | Wilson (1–2)                                     | —                                                | American Family Field (36.528)                   | 61–70                                            |
| 132                                              | 28.8.2023                                        | @ Cardinals                                      | V 4–1                                            | Snell (11–9)                                     | Wainwright (3–10)                                | Hader (28)                                       | Busch Stadium (35.917)                           | 62–70                                            |
| 133                                              | 29.8.2023                                        | @ Cardinals                                      | S 5–6 (F/10)                                     | Romero (4–1)                                     | Hader (0–2)                                      | —                                                | Busch Stadium (36.851)                           | 62–71                                            |
| 134                                              | 30.8.2023                                        | @ Cardinals                                      | S 4–5                                            | Pallante (4–1)                                   | Hader (0–3)                                      | —                                                | Busch Stadium (32.583)                           | 62–72                                            |
| 135                                              | 31.8.2023                                        | Giants                                           | S 2–7                                            | Manaea (5–5)                                     | Ávila (0–2)                                      | —                                                | Petco Park (36.639)                              | 62–73                                            |

#### Settembre/Ottobre
| Stagione – Settembre/Ottobre 2023                           | Stagione – Settembre/Ottobre 2023                           | Stagione – Settembre/Ottobre 2023                           | Stagione – Settembre/Ottobre 2023                           | Stagione – Settembre/Ottobre 2023                           | Stagione – Settembre/Ottobre 2023                           | Stagione – Settembre/Ottobre 2023                           | Stagione – Settembre/Ottobre 2023                           | Stagione – Settembre/Ottobre 2023                           |
| Record Settembre/Ottobre: 20–7 (Casa: 9–3; Trasferta: 11–4) | Record Settembre/Ottobre: 20–7 (Casa: 9–3; Trasferta: 11–4) | Record Settembre/Ottobre: 20–7 (Casa: 9–3; Trasferta: 11–4) | Record Settembre/Ottobre: 20–7 (Casa: 9–3; Trasferta: 11–4) | Record Settembre/Ottobre: 20–7 (Casa: 9–3; Trasferta: 11–4) | Record Settembre/Ottobre: 20–7 (Casa: 9–3; Trasferta: 11–4) | Record Settembre/Ottobre: 20–7 (Casa: 9–3; Trasferta: 11–4) | Record Settembre/Ottobre: 20–7 (Casa: 9–3; Trasferta: 11–4) | Record Settembre/Ottobre: 20–7 (Casa: 9–3; Trasferta: 11–4) |
| Partita                                                     | Data                                                        | Avversario                                                  | Punteggio                                                   | Vittoria                                                    | Sconfitta                                                   | Save                                                        | Stadio (spettatori)                                         | Record                                                      |
| ----------------------------------------------------------- | ----------------------------------------------------------- | ----------------------------------------------------------- | ----------------------------------------------------------- | ----------------------------------------------------------- | ----------------------------------------------------------- | ----------------------------------------------------------- | ----------------------------------------------------------- | ----------------------------------------------------------- |
| 136                                                         | 1.9.2023                                                    | Giants                                                      | V 7–3                                                       | Wacha (11–2)                                                | Beck (3–3)                                                  | —                                                           | Petco Park (40.326)                                         | 63–73                                                       |
| 137                                                         | 2.9.2023                                                    | Giants                                                      | V 6–1                                                       | Snell (12–9)                                                | Harrison (1–1)                                              | —                                                           | Petco Park (41.983)                                         | 64–73                                                       |
| 138                                                         | 3.9.2023                                                    | Giants                                                      | V 4–0                                                       | Lugo (6–6)                                                  | Cobb (7–6)                                                  | —                                                           | Petco Park (41.050)                                         | 64–73                                                       |
| 139                                                         | 4.9.2023                                                    | Phillies                                                    | S 7–9                                                       | Walker (15–5)                                               | R. Hill (7–14)                                              | Alvarado (7)                                                | Petco Park (39.719)                                         | 64–74                                                       |
| 140                                                         | 5.9.2023                                                    | Phillies                                                    | V 8–0                                                       | Ávila (1–2)                                                 | Lorenzen (8–9)                                              | —                                                           | Petco Park (42.970)                                         | 65–74                                                       |
| 141                                                         | 6.9.2023                                                    | Phillies                                                    | S 1–5                                                       | Wheeler (11–6)                                              | Wacha (11–3)                                                | —                                                           | Petco Park (34.317)                                         | 66–75                                                       |
| 142                                                         | 8.9.2023                                                    | @ Astros                                                    | V 11–2                                                      | Snell (13–9)                                                | Brown (10–11)                                               | —                                                           | Minute Maid Park (39.516)                                   | 67–75                                                       |
| 143                                                         | 9.9.2023                                                    | @ Astros                                                    | S 5–7                                                       | Maton (4–3)                                                 | Lugo (6–7)                                                  | Pressly (30)                                                | Minute Maid Park (39.452)                                   | 67–76                                                       |
| 144                                                         | 10.9.2023                                                   | @ Astros                                                    | S 2–12                                                      | France (11–5)                                               | Waldron (0–3)                                               | —                                                           | Minute Maid Park (41.073)                                   | 67–77                                                       |
| 145                                                         | 11.9.2023                                                   | @ Dodgers                                                   | V 11–8                                                      | Suárez (3–2)                                                | Phillips (1–4)                                              | —                                                           | Dodger Stadium (40.072)                                     | 68–77                                                       |
| 146                                                         | 12.9.2023                                                   | @ Dodgers                                                   | S 2–11                                                      | Lynn (11–11)                                                | Wacha (11–4)                                                | —                                                           | Dodger Stadium (42.194)                                     | 68–78                                                       |
| 147                                                         | 13.9.2023                                                   | @ Dodgers                                                   | V 6–1                                                       | Snell (14–9)                                                | Pepiot (2–1)                                                | —                                                           | Dodger Stadium (41.810)                                     | 69–78                                                       |
| 148                                                         | 15.9.2023                                                   | @ Athletics                                                 | V 8–3                                                       | Lugo (7–7)                                                  | Newcomb (1–1)                                               | —                                                           | Oakland Coliseum (17.828)                                   | 70–78                                                       |
| 149                                                         | 16.9.2023                                                   | @ Athletics                                                 | V 5–2                                                       | Waldron (1–3)                                               | Miller (0–3)                                                | Hader (29)                                                  | Oakland Coliseum (17.828)                                   | 71–78                                                       |
| 150                                                         | 17.9.2023                                                   | @ Athletics                                                 | V 10–1                                                      | Ávila (2–2)                                                 | Waldichuk (3–8)                                             | —                                                           | Oakland Coliseum (8.680)                                    | 72–78                                                       |
| 151                                                         | 18.9.2023                                                   | Rockies                                                     | V 11–9                                                      | Wacha (12–4)                                                | Blach (3–2)                                                 | Hader (30)                                                  | Petco Park (42.062)                                         | 73–78                                                       |
| 152                                                         | 19.9.2023                                                   | Rockies                                                     | V 2–0                                                       | Hader (1–3)                                                 | Kinley (0–3)                                                | —                                                           | Petco Park (39.809)                                         | 74–78                                                       |
| 153                                                         | 20.9.2023                                                   | Rockies                                                     | V 3–2                                                       | García (2–3)                                                | Anderson (0–6)                                              | Hader (31)                                                  | Petco Park (35.479)                                         | 75–78                                                       |
| 154                                                         | 22.9.2023                                                   | Cardinals                                                   | V 4–2                                                       | Suárez (4–2)                                                | Liberatore (3–6)                                            | —                                                           | Petco Park (42.983)                                         | 76–78                                                       |
| 155                                                         | 23.9.2023                                                   | Cardinals                                                   | S 2–5 (F/11)                                                | Lawrence (1–0)                                              | Barlow (2–6)                                                | —                                                           | Petco Park (42.525)                                         | 76–79                                                       |
| 156                                                         | 24.9.2023                                                   | Cardinals                                                   | V 12–2                                                      | Wacha (13–4)                                                | Rom (1–4)                                                   | —                                                           | Petco Park (42.505)                                         | 77–79                                                       |
| 157                                                         | 25.9.2023                                                   | @ Giants                                                    | S 1–2                                                       | Webb (11–13)                                                | Suárez (4–3)                                                | —                                                           | Oracle Park (28.557)                                        | 77–80                                                       |
| 158                                                         | 26.9.2023                                                   | @ Giants                                                    | V 4–0                                                       | Lugo (8–7)                                                  | Brebbia (3–3)                                               | Hader (32)                                                  | Oracle Park (28.183)                                        | 78–80                                                       |
| 159                                                         | 27.9.2023                                                   | @ Giants                                                    | V 5–2 (F/10)                                                | Hader (2–3)                                                 | Brebbia (3–4)                                               | Cosgrove (1)                                                | Oracle Park (32.151)                                        | 79–80                                                       |
| 160                                                         | 29.9.2023                                                   | @ White Sox                                                 | V 3–2                                                       | Martinez (6–4)                                              | Cease (7–9)                                                 | Hader (33)                                                  | Guaranteed Rate Field (20.491)                              | 80–80                                                       |
| 161                                                         | 30.9.2023                                                   | @ White Sox                                                 | V 6–1                                                       | Wacha (14–4)                                                | Clevinger (9–9)                                             | —                                                           | Guaranteed Rate Field (30.118)                              | 81–80                                                       |
| 162                                                         | 1.10.2023                                                   | @ White Sox                                                 | V 2–1 (F/11)                                                | R. Hill (8–14)                                              | Cronin (0–1)                                                | —                                                           | Guaranteed Rate Field (28.588)                              | 82–80                                                       |

## Classifiche

### National League West
| Squadra              | V   | S   | %     | PD | C     | T     |
| -------------------- | --- | --- | ----- | -- | ----- | ----- |
| Los Angeles Dodgers  | 100 | 62  | 0.617 | —  | 53–28 | 47–34 |
| Arizona Diamondbacks | 84  | 78  | 0.519 | 16 | 43–38 | 41–40 |
| San Diego Padres     | 82  | 80  | 0.506 | 18 | 44–37 | 38–43 |
| San Francisco Giants | 79  | 83  | 0.488 | 21 | 45–36 | 34–47 |
| Colorado Rockies     | 59  | 103 | 0.364 | 41 | 37–44 | 22–59 |

### National League Wild Card
| Division Leaders    | V   | S  | %     |
| ------------------- | --- | -- | ----- |
| Atlanta Braves      | 104 | 58 | 0.642 |
| Los Angeles Dodgers | 100 | 62 | 0.617 |
| Milwaukee Brewers   | 92  | 70 | 0.568 |

| Squadra               | V  | S   | %     | PD |
| --------------------- | -- | --- | ----- | -- |
| Philadelphia Phillies | 90 | 72  | 0.556 | +6 |
| Miami Marlins         | 84 | 78  | 0.519 | —  |
| Arizona Diamondbacks  | 84 | 78  | 0.519 | —  |
| Chicago Cubs          | 83 | 79  | 0.512 | 1  |
| Cincinnati Reds       | 82 | 80  | 0.506 | 2  |
| San Diego Padres      | 82 | 80  | 0.506 | 2  |
| San Francisco Giants  | 79 | 83  | 0.488 | 5  |
| Pittsburgh Pirates    | 76 | 86  | 0.469 | 8  |
| New York Mets         | 75 | 87  | 0.463 | 9  |
| St. Louis Cardinals   | 71 | 91  | 0.438 | 13 |
| Washington Nationals  | 71 | 91  | 0.438 | 13 |
| Colorado Rockies      | 59 | 103 | 0.364 | 25 |

## Draft
| Scelte dei Padres nel Draft 2023 |        |                   |       |                                         |
| Giro                             | Scelta | Giocatore         | Ruolo | College/High School                     |
| 1°                               | 25     | Dillon Head       | OF    | Homewood Flossmoor High School          |
| 3°                               | 96     | J.D. Gonzalez     | C     | Anita Otero Hernandez High School       |
| 4°                               | 128    | Homer Bush Jr.    | OF    | Grand Canyon University                 |
| 6°                               | 191    | Jay Beshears      | 2B    | Duke University                         |
| 7°                               | 221    | Tucker Musgrove   | TWP   | University of Mobile                    |
| 8°                               | 251    | Kannon Kemp       | P     | Weatherford High School                 |
| 9°                               | 281    | Ryan Wilson       | OF    | Davidson University                     |
| 10°                              | 311    | Nik McClaughry    | SS    | Arizona University                      |
| 11°                              | 341    | Carson Montgomery | P     | Florida State University                |
| 12°                              | 371    | Blake Dickerson   | P     | Ocean Lakes High School                 |
| 13°                              | 401    | Dane Lais         | P     | Oregon City High School                 |
| 14°                              | 431    | Tyler Morgan      | P     | Abilene Christian University            |
| 15°                              | 461    | Zac Addkison      | P     | Marshall University                     |
| 16°                              | 491    | Sam Whiting       | P     | University of California, Santa Barbara |
| 17°                              | 521    | Eric Yost         | P     | Northeastern University                 |
| 18°                              | 551    | Harry Gustin      | P     | Hawaii University                       |
| 19°                              | 581    | Adler Cecil       | P     | Temecula Valley High School             |
| 20°                              | 611    | B.Y. Choi         | SS    | New Mexico Military Institute           |

## Farm system
| Livello  | Squadra              | Lega                    | Manager         | V  | S  | Classifica          |
| -------- | -------------------- | ----------------------- | --------------- | -- | -- | ------------------- |
| Triple-A | El Paso Chihuahuas   | Pacific Coast League    | Phillip Wellman | 61 | 85 | 4° (East Division)  |
| Double-A | San Antonio Missions | Texas League            | Luke Montz      |    |    |                     |
| High-A   | Fort Wayne TinCaps   | Midwest League          | Jon Mathews     | 69 | 63 | 3° (East Division)  |
| Low-A    | Lake Elsinore Storm  | California League       | Pete Zamora     | 63 | 66 | 3° (South Division) |
| Rookie   | ACL Padres           | Arizona Complex League  | Lukas Ray       | 30 | 36 | 4° (West Division)  |
| Rookie   | DSL Padres           | Dominican Summer League | Diego Sedeno    | 37 | 17 | 1° (Baseball City)  |
| Rookie   | DSL Padres           | Dominican Summer League | Luis Mendez     | 16 | 38 | 8° (Baseball City)  |